# ارنست بریز
ارنست بریز (انگلیسی: Ernest Breeze; ۸ مهٔ ۱۹۱۰ – ۲ دسامبر ۱۹۸۴) بازیکن فوتبال اهل بریتانیا بود.
از باشگاه‌هایی که در آن بازی کرده‌است می‌توان به باشگاه فوتبال پورت ویل و باشگاه فوتبال شروزبری تاون اشاره کرد.